# Modelisme naval

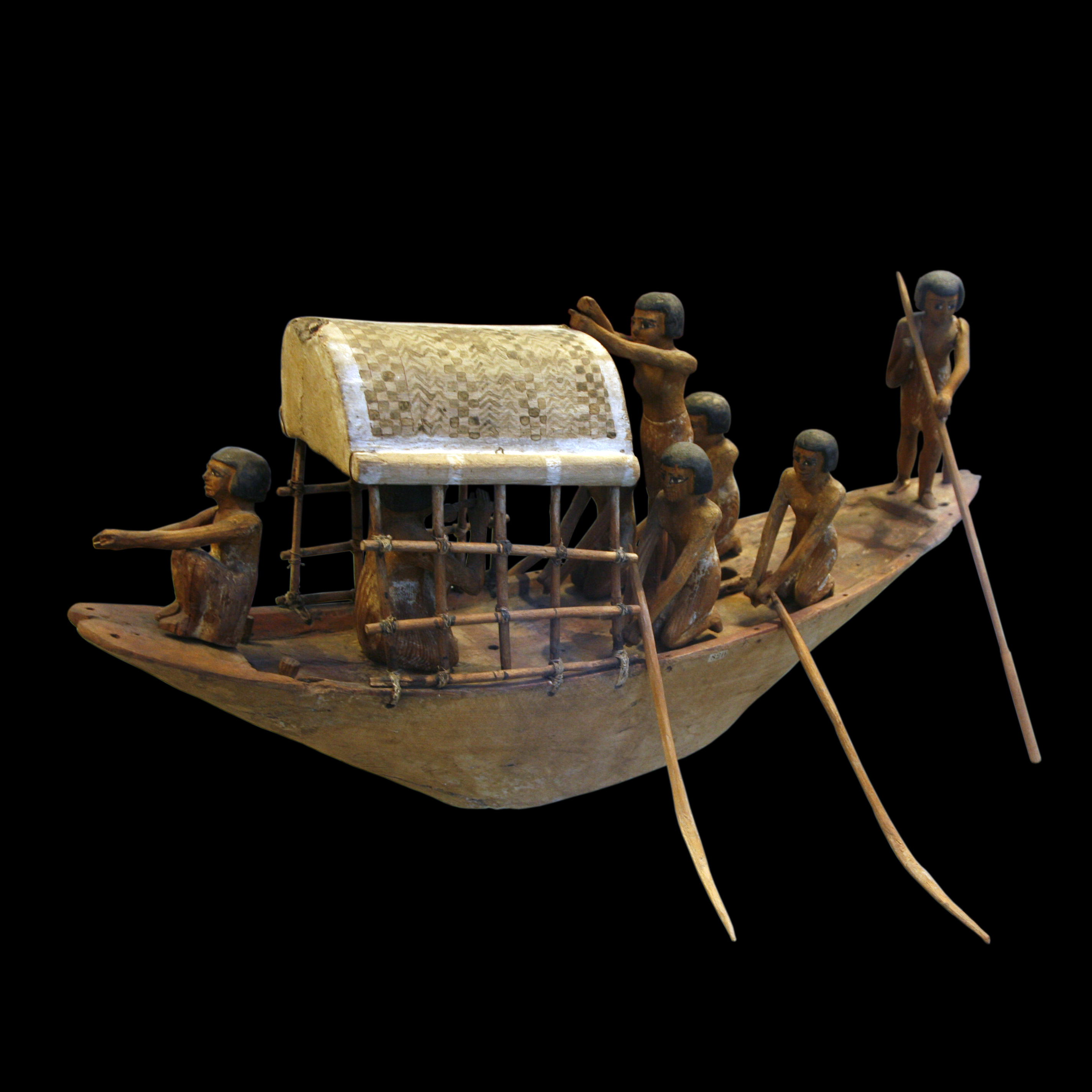
Vaixell a escala d'una tomba Egípcia datat 2000 aC

El modelisme naval consisteix en la construcció de models de vaixell a escala, existint dos grans corrents, una de modelisme estàtic i una altra de modelisme navegable.
L'escala representa les vegades en què el vaixell real és dividit per crear el model, és a dir, si el vaixell real mesura 250 metres i l'escala és 1:1000 correspondria dividir els 250 metres del vaixell entre 1000, la qual cosa ens donaria una mesura de 25 cm, és a dir que un model en escala 1:1000 d'un vaixell de 250 metres amidaria 25 cm.
Els inicis del modelisme en general es remunten a molts milers d'anys enrere, des que l'home primitiu va començar a crear repliques d'animals i plantes del seu entorn. A Egipte es van trobar representacions de vaixells egipcis que daten de l'any 2000 AC.

## Modelisme Estàtic
Es pretén realitzar un model reduït el més semblant possible a una nau real, existent o que hagi existit, però tractant d'aconseguir la major fidelitat possible respecte a l'original. Hi ha bàsicament 2 formes de representar el vaixell a escala, a buc complet (fullhull) o en línia de flotació (waterline)

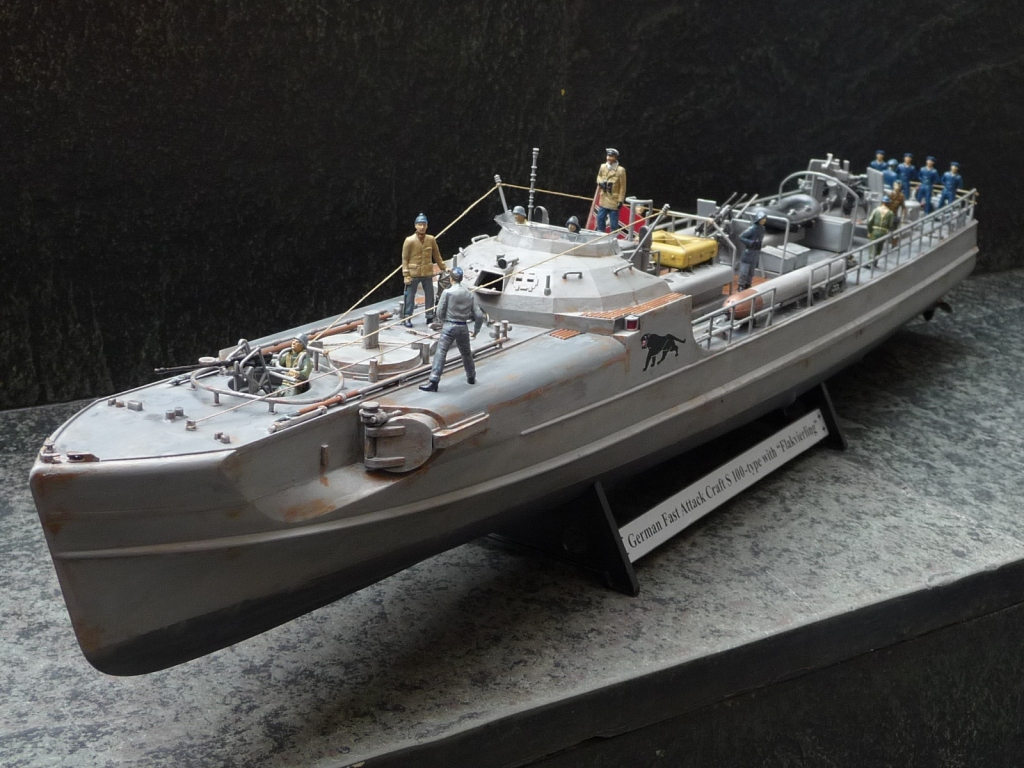
Llanxa torpedera S-304 en versió Full Hull

En la primera apareix el model complet, tant l'obra morta de la nau (buc submergit amb hèlix i timó) com l'obra viva (el que es troba sobre la línia de flotació), en aquest cas és comú sostenir el vaixell amb algun tipus de base o pedestal. Per a les presentacions "waterline" normalment s'opta per crear una base que simuli el mar amb la qual cosa es produeix un diorama (representació d'una escena).

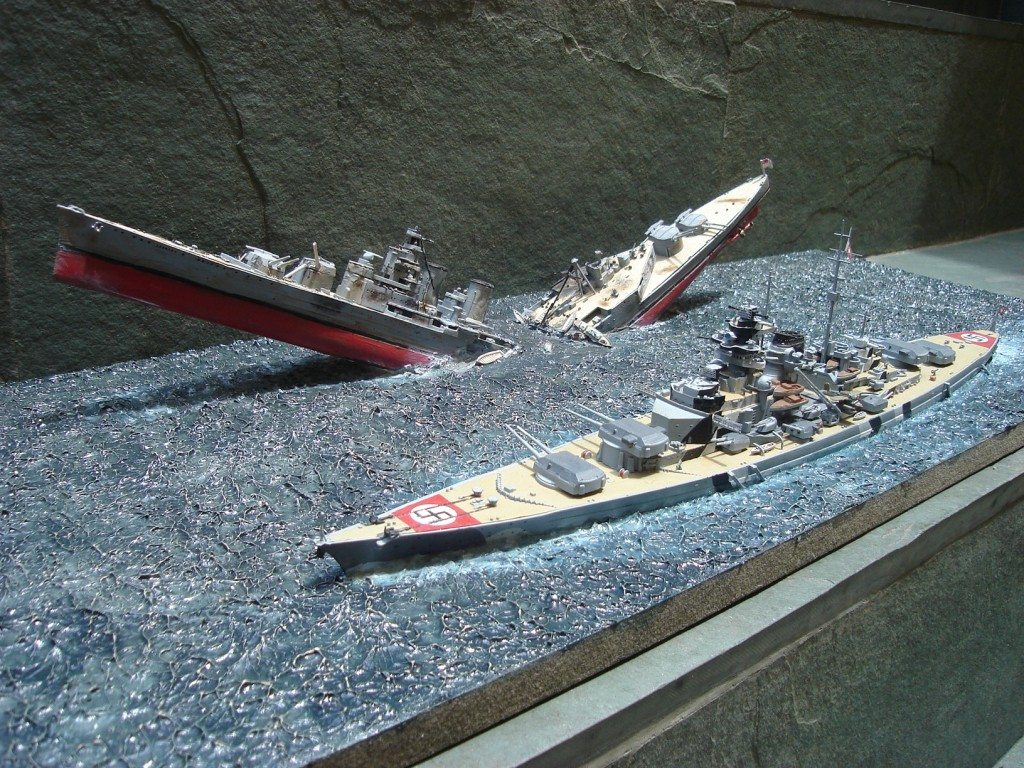
Cuirassat Bismarck en versió waterline

El modelisme estàtic és bàsicament de exhibició, tant en col·leccions personals com en museus. Al no ser models que seran navegables, poden tenir més nivell de detall ja que no patirien els danys propis del seu ús.
Moltes parts d'aquests models, com cablejats, baranes i altres petites peces són molt fràgils pel que la seva manipulació sense cura pot espatllar-los. No són joguines, per tant no estan dissenyats per al seu ús com a tals.
El modelisme estàtic en general requereix de peces creades de diversos materials pel modelista o adquirides en un kit, a més de coles, pinzells i pintures.

## Modelisme Navegable

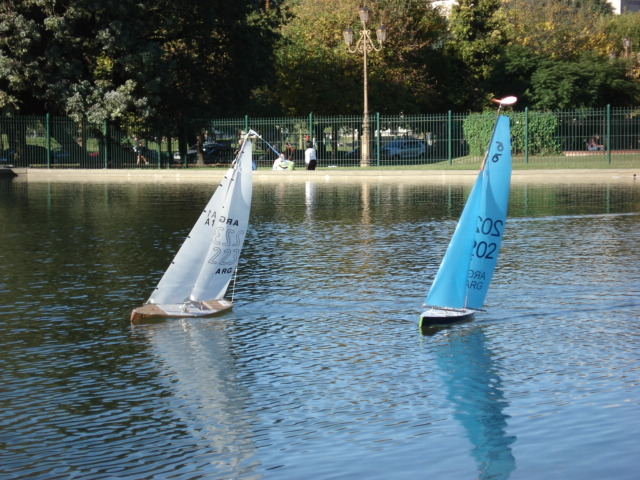
Velers a ràdio control.

Prima la possibilitat de navegar del model, encara que en segon pla, també s'hi afegeixen tota mena de detalls reals. En models navegables s'arriba fins i tot a crear llançadores de míssils amb petards representant els projectils, radars i canons mòbils o xemeneies que expulsen vapor.
Necessita a més coneixements de propulsió, motors o radiocontrol.
En el maquetisme navegable es pot optar per dos tipus: el que ve fabricat, que per donar alguns exemples podrien ser les llanxes ràpides, que podem adquirir en una botiga de joguines, no cal que sigui una botiga especialitzada d'articles ràdio control, encara que et resoldran millor els teus dubtes, i tindran més varietat d'articles i coneixeran més coses sobre el tema que una simple botiga de joguines de nens.
També hi ha el cas dels vaixells/llanxes/velers que podem fabricar, la majoria dels que es fan, solen ser de disseny propi, i en fusta, pel fet que hi ha bastants dissenys i plànols de llanxes a la xarxa, que estan a disposició de tots, en aquests casos, l'usuari sol introduir l'equipament necessari perquè puguin navegar.
D'altra banda, hi ha els kits de preparació de vaixells, que venen preparats perquè el teu muntanyes les peces, posis el motor, i ho facis funcionar, aquest tipus s'inclou en el que fas amb les teves mans i no el compres ja fet a manca d'unes simples piles.

## Materials
El material més difós en el modelisme naval és el plàstic injectat. Els fabricants ofereixen kits en caixes contenint planxes de plàstic amb peces desglossades les quals generalment venen sense pintar i en color base gris clar. L'associació internacional que agrupa aquest tipus de modelisme és la IPMS. Les caixes indiquen la complexitat o el nombre de peces, les quals arriben a superar les 300 en kits més detallats. Les marques més representatives d'aquests kits són Revell, Tamiya, Hasegawa, Heller, Airfix, Fujimi, Aoshima, Hobbyboss, Dragon, Academy, entre d'altres. Les escales més comunes són 1:350 o 1:400 per a vaixells més grans i 1:700 per a vaixells petits.
La fusta s'usa generalment per crear models de vaixells de vela fabricats a la realitat en fusta com el vaixell o el navili. Es poden construir a partir de kits de fabricants o bé partint de plànols distribuïts per fabricants o museus i creant un mateix les peces de fusta de manera artesanal. Es complementen els models amb peces de llautó, fosa o altres metalls per a canons, mascarons de proa o decoracions de popa. El modelisme en fusta és un dels més admirats pel públic en general per la complexitat del treball i la vistositat de les veles i eixàrcies.

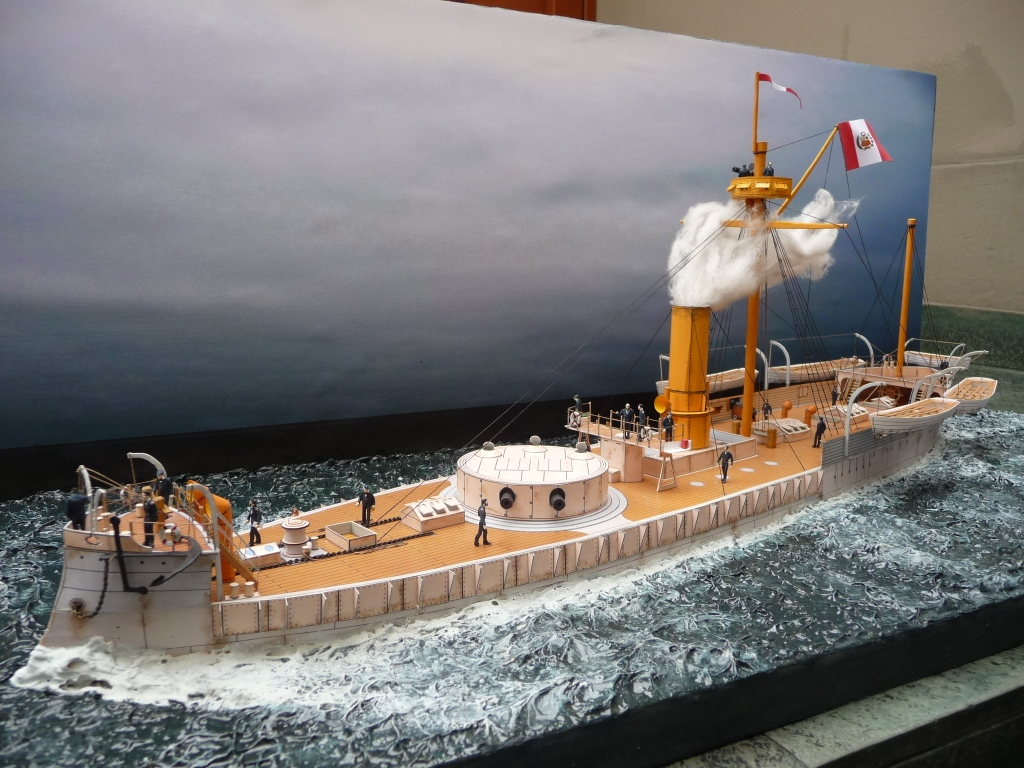
Monitor Huascar de paper

Un altre material que va obtenint més adeptes és el paper. Els dissenyadors fan les peces dels vaixells en paper a manera de plànols però amb l'avantatge que ja venen en color per retallar, doblegar i enganxar. Si bé la majoria de models acabats no obté un nivell de presentació superior als materials abans esmentats si hi ha algunes firmes com GPM que produeixen aquests "papermodels"amb un nivell de detall extraordinari, fins i tot aconseguint superar el plàstic i la fusta però estan dissenyats per modelistes de paper experts. El punt fort del modelisme en paper és el baix cost dels kits, trobant molts gratuïts a internet com ara els de la signatura Total Navy.

Un dels països amb major producció i difusió dels "papermodels"és Polònia, que durant els anys de post-guerres va tenir restriccions en l'ús del plàstic, de manera que la creativitat dels modelistes polonesos va evolucionar cap aquest tipus de modelisme.

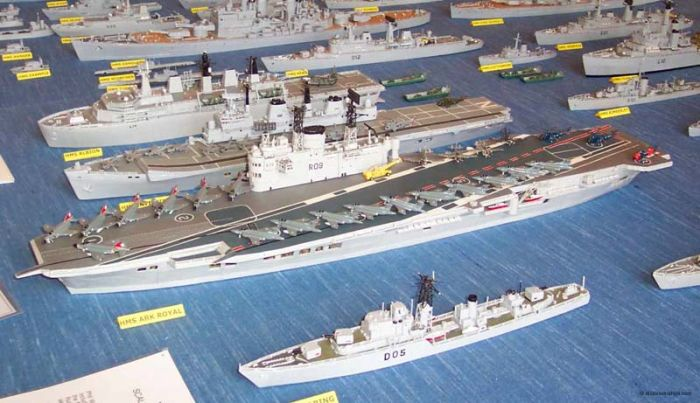
Col·lecció de Philip Warren

Un altre tipus de materials usats són els llumins, resina, poliestirè, etc. no hi ha límits. En el cas de la Resina, firmes petites fabriquen aquests kits, que tenen en general un nivell de detall una mica superior al plàstic, però en produir en poques quantitats el preu dels seus kits varia de 5 a 10 vegades més que el plàstic .
L'anomenat "scratchbuild" és considerat un dels reptes més desafiadors en el modelisme naval ja que no parteix de peces prefabricades sinó que usa tot tipus de materials com fibra de vidre o làmines de plàstic, a més de metall, filferro, etc. a diferència de la fusta que representa generalment vaixells que eren d'aquest material, el "scratchbuild" representa navilis d'acer.
Per augmentar el detall dels vaixells a escala es compta amb calques, banderes i peces de foto gravats que són làmines de metall amb peces forjades en aquest material amb més nivell de detall que les de plàstic. De vegades aquests addicionals venen amb el kit o es poden comprar a part.

## Col·leccions

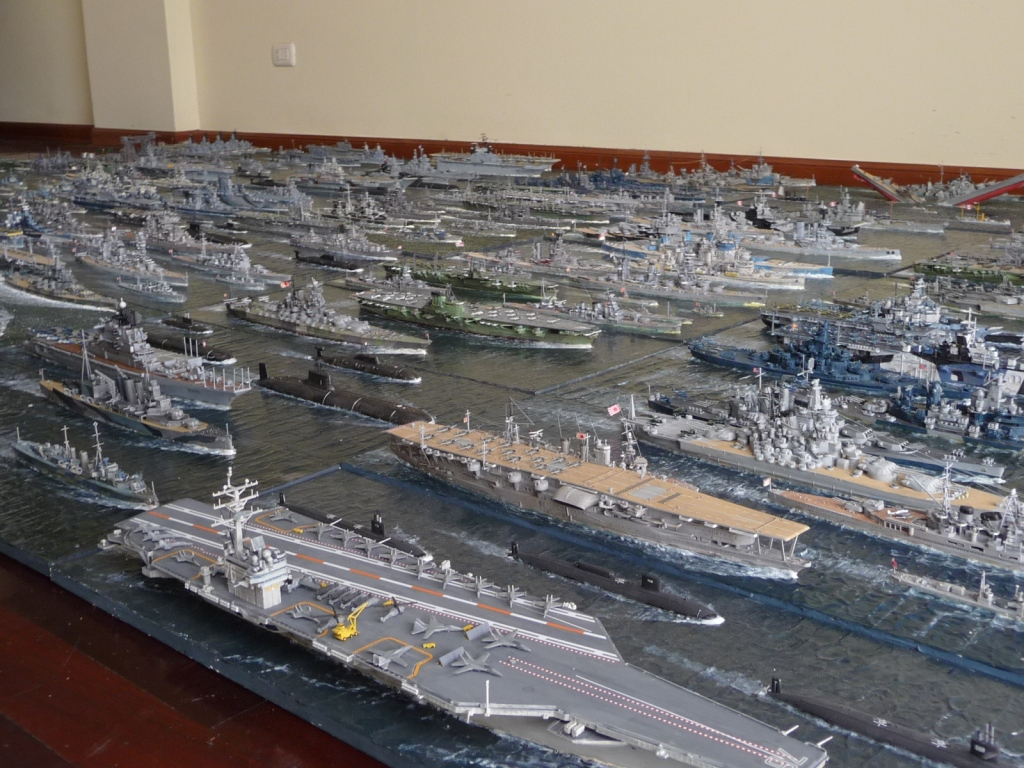
Col·lecció d'Erick Navas

En gairebé tots els museus navals del món es troben col·leccions de vaixells a escala.
També hi ha col·leccions privades de col·leccionistes que compren els vaixells fets per altres modelistes.
Però a nivell mundial hi ha 2 col·leccions creades per modelistes que destaquen de manera:
- Philip Warren, modelista anglès que en 65 anys ha fet 432 vaixells a escala 1:300 principalment de la Royal Navy basant-se en llumins.[4]

- Erick Navas, modelista peruà que en 12 anys ha fet 385 vaixells a escala de guerra, la majoria de plàstic encara que també en altres materials.

## Galeria de models

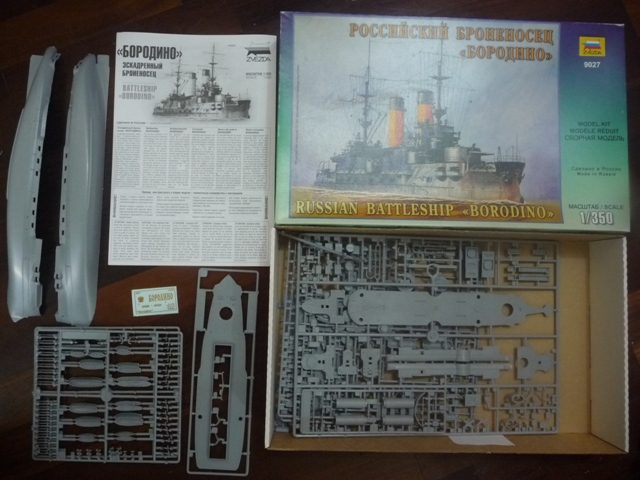
Kit de plástic del Borodino.
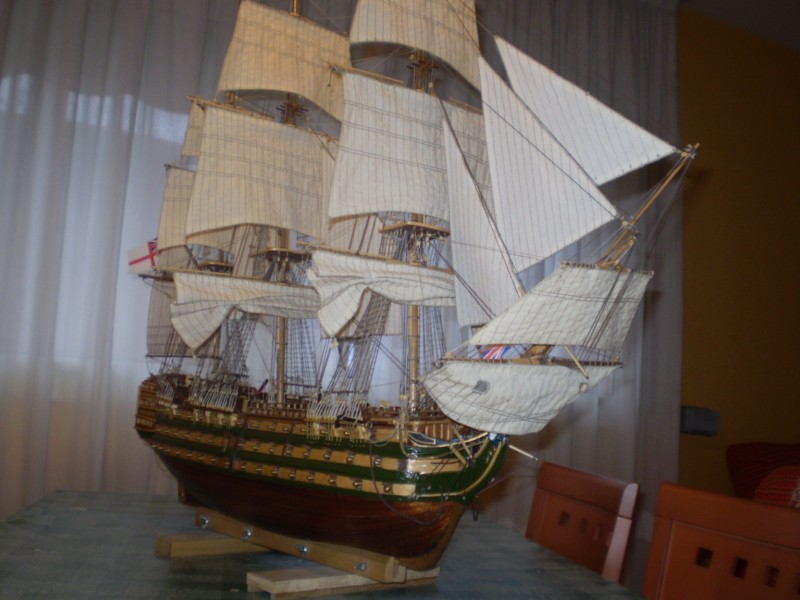
Nau Victory en fusta.
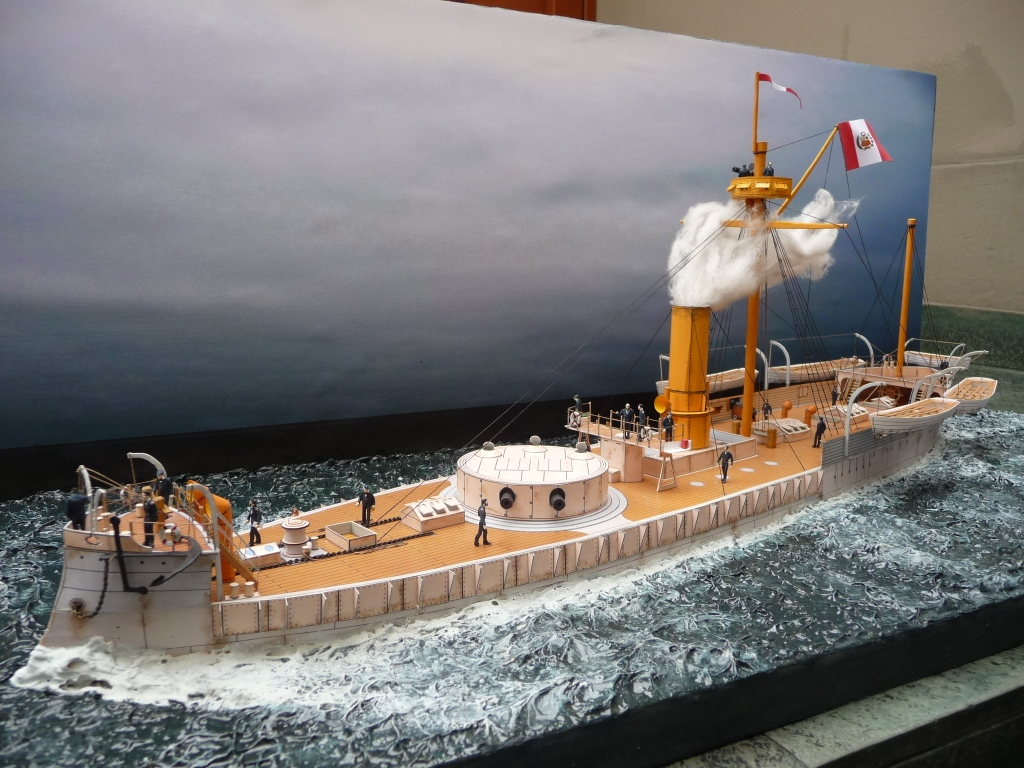
Monitor Huascar de paper
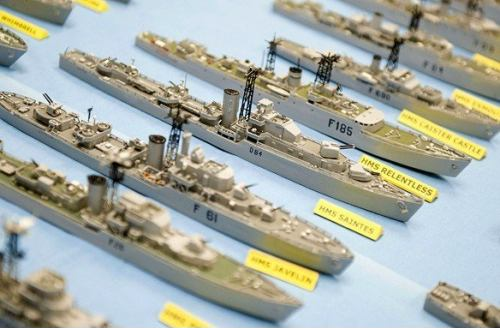
Barcos fets amb mistos
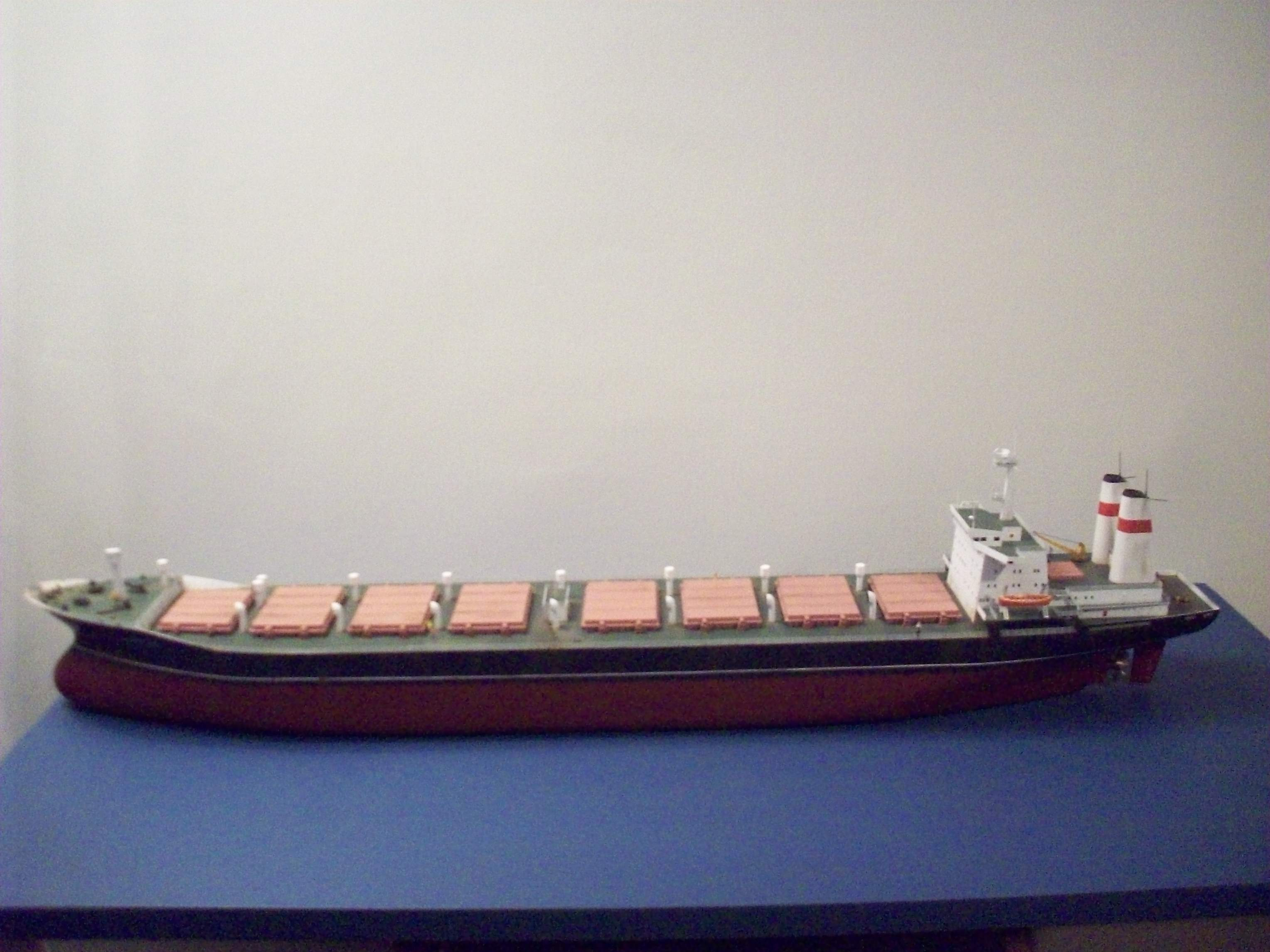
Graneler Zoya Kosmodemianskaya en "scratchbuild"